# Aldose 1-épimérase
L'aldose 1-épimérase, également appelée galactose mutarotase, est une épimérase qui catalyse les réactions :
α-D-glucose  {\displaystyle \rightleftharpoons }  β-D-glucose
α-D-galactose  {\displaystyle \rightleftharpoons }  β-D-galactose
α-D-xylose  {\displaystyle \rightleftharpoons }  β-D-xylose
α-L-arabinose  {\displaystyle \rightleftharpoons }  β-L-arabinose
Cette enzyme agit également sur le maltose et le lactose. Elle intervient dans la glycolyse, dans la néoglucogenèse et dans la voie de Leloir de dégradation du galactose pour convertir le β-D-galactose en α-D-galactose en vue de former de l'uridine diphosphate galactose à partir de l'α-D-galactose-1-phosphate sous l'action de la galactose-1-phosphate uridylyltransférase.